# テッド・シャードマン
テッド・シャードマン（Ted Sherdeman,1909年6月21日-1987年8月22日）はアメリカ合衆国の脚本家。西部劇からSF、戦争映画まで幅広く映画脚本を書いた。

## 経歴
1909年ネブラスカ州リンカーンに生まれる。リンカーン市にあるネブラスカ大学とオマハにあるクレイトン大学で学んだ後、NBCネットワークでラジオ、テレビを中心に活動した。戦時中は、陸軍の中佐だった。原爆投下の知らせを聞いた時、道ばたの縁石で吐いたという。
1949年、S・シルバン・シモン監督、グレン・フォード主演の映画『秘境』の脚本で名をあげた。
1953年、アラモゴード砂漠での原爆実験による生物の影響を示唆した『放射能X』のプロデュースと脚本を担当。
1960年日系人の家庭で育った米兵のサイパン島での戦闘を描いた戦争映画『戦場を永遠に』の脚本を担当。
1969年、資金問題などで撮影が中断されるなかで、日米合作の『緯度0大作戦』が公開される。同作品に登場するアルファー号の進水日は、シャードマンの誕生日に由来する。
1987年8月22日、カリフォルニア州のサンタアナで死去。

## 主な作品
- 『秘境』Lust for Gold（1949年）
- 『総攻撃』Breakthrouth（1950年）
- 『地獄への退却』Retreat, Hell!（1952年）
- 『放射能X』 Them!（1953年）
- 『マッコーネル物語』 The McConnell Story （1955年）
- 『全艦発進せよ』Away All Boats （1956年）
- 『セントルイス・ブルース』St. Louis Blues （1958年）
- 『マラカイボ』 Maracaibo （1958年）
- 『フランダースの犬』 A Dog of Flanders（1960年）
- 『戦場を永遠に』 Hell to Eternity（1960年）
- 『ビッグ・ショウ』The Big Show（1961年）
- 『緯度0大作戦』（1969年）